# Glenea homospila
Glenea homonospila é uma espécie de escaravelho da família Cerambycidae.  Foi descrito por James Thomson em 1865.